# فيرنال
فيرنال (يوتا) (بالإنجليزية: Vernal, Utah)‏ هي مدينة تقع في الولايات المتحدة في مقاطعة وينتاه، يوتا. يقدر عدد سكانها بـ 9,817 نسمة ومساحتها 11.9 كم2 وترتفع عن سطح البحر 1,624 متر.

## التركيبة السكانية
حدّد مكتب تعداد الولايات المتحدة بيانات التركيبة السكانية لفيرنال في تعداد الولايات المتحدة. في ما يلي، التركيبة السكانية حسب تعدادي 2000 و2010.

### تعداد عام 2000
بلغ عدد سكان فيرنال 7,714 نسمة بحسب تعداد عام 2000، وبلغ عدد الأسر 2,709 أسرة وعدد العائلات 1,978 عائلة مقيمة في المدينة. في حين سجلت الكثافة السكانية 644.4 نسمة لكل كيلومتر مربع (1,669.0/ميل2). وبلغ عدد الوحدات السكنية 2,957 وحدة بمتوسط كثافة قدره 247 لكل كيلومتر مربع (639.7/ميل2).
وتوزع التركيب العرقي للمدينة بنسبة 94.52% من البيض و0.18% من الأمريكيين الأفارقة و2.31% من الأمريكيين الأصليين و0.34% من الأمريكيين ذوي الأصول الآسيوية و0.05% من سكان جزر المحيط الهادئ و1.18% من الأعراق الأخرى و1.43% من عرقين مختلطين أو أكثر و4.45% من الهسبانيون أو اللاتينيون من أي عرق.
بلغ عدد الأسر 2,709 أسرة كانت نسبة 43.9% منها لديها أطفال تحت سن الثامنة عشر تعيش معهم، وبلغت نسبة الأزواج القاطنين مع بعضهم البعض 57.8% من أصل المجموع الكلي للأسر، ونسبة 12.1% من الأسر كان لديها معيلات من الإناث دون وجود شريك، بينما كانت نسبة 3.1% من الأسر لديها معيلون من الذكور دون وجود شريكة وكانت نسبة 27% من غير العائلات. تألفت نسبة 22.9% من أصل جميع الأسر من عدة أفراد يعيشون في نفس المنزل ونسبة 9.9% كانت تتألف من شخص يعيش بمفرده يبلغ من العمر 65 عاماً أو أكثر. وبلغ متوسط حجم الأسرة المعيشية 2.77، أما متوسط حجم العائلات فبلغ 3.28.
بلغ العمر الوسطي للسكان 28.3 عاماً. وكانت نسبة 32.1% من القاطنين تحت سن الثامنة عشر، وكانت نسبة 12.5% بين الثامنة عشر والرابعة والعشرين عاماً، ونسبة 24.3% كانت واقعةً في الفئة العمرية ما بين الخامسة والعشرين والرابعة والأربعين عاماً، ونسبة 17.3% كانت ما بين الخامسة والأربعين والرابعة والستين، ونسبة 11% كانت ضمن فئة الخامسة والستين عاماً فما فوق. يوجد لكل 100 أنثى 95.7 ذكر، ويوجد لكل 100 أنثى في الثامنة عشر من عمرها فما فوق 90.2 ذكر.
بلغ متوسط دخل الأسرة في المدينة 30,357 دولارًا، أما متوسط دخل العائلة فبلغ 34,453 دولارًا. وكان متوسط دخل الذكور 32,137 دولارًا مقابل 20,938 دولارًا للإناث. وسجل دخل الفرد الخاص بالمدينة 13,497 دولارًا. وكانت نسبة 14.7% من العائلات ونسبة 14.8% من السكان تحت خط الفقر، وكان من هؤلاء نسبة 21.1% تحت سن الثامنة عشر ونسبة 8.7% في الخامسة والستين من العمر وما فوق.

### تعداد عام 2010
بلغ عدد سكان فيرنال 9,089 نسمة بحسب تعداد عام 2010، وبلغ عدد الأسر 3,193 أسرة وعدد العائلات 2,227 عائلة مقيمة في المدينة. في حين سجلت الكثافة السكانية 759.3 نسمة لكل كيلومتر مربع (1,966.6/ميل2). وبلغ عدد الوحدات السكنية 3,659 وحدة بمتوسط كثافة قدره 305.7 لكل كيلومتر مربع (791.8/ميل2).
وتوزع التركيب العرقي للمدينة بنسبة 89.65% من البيض و0.51% من الأمريكيين الأفارقة و2.24% من الأمريكيين الأصليين و0.69% من الأمريكيين ذوي الأصول الآسيوية و0.30% من سكان جزر المحيط الهادئ و3.97% من الأعراق الأخرى و2.64% من عرقين مختلطين أو أكثر و11.81% من الهسبانيون أو اللاتينيون من أي عرق.
بلغ عدد الأسر 3,193 أسرة كانت نسبة 42.4% منها لديها أطفال تحت سن الثامنة عشر تعيش معهم، وبلغت نسبة الأزواج القاطنين مع بعضهم البعض 52.1% من أصل المجموع الكلي للأسر، ونسبة 11.6% من الأسر كان لديها معيلات من الإناث دون وجود شريك، بينما كانت نسبة 6% من الأسر لديها معيلون من الذكور دون وجود شريكة وكانت نسبة 30.3% من غير العائلات. تألفت نسبة 24% من أصل جميع الأسر من عدة أفراد يعيشون في نفس المنزل ونسبة 8.9% كانت تتألف من شخص يعيش بمفرده يبلغ من العمر 65 عاماً أو أكثر. وبلغ متوسط حجم الأسرة المعيشية 2.79، أما متوسط حجم العائلات فبلغ 3.31.
بلغ العمر الوسطي للسكان 27.9 عاماً. وكانت نسبة 31.4% من القاطنين تحت سن الثامنة عشر، وكانت نسبة 11.9% بين الثامنة عشر والرابعة والعشرين عاماً، ونسبة 30.1% كانت واقعةً في الفئة العمرية ما بين الخامسة والعشرين والرابعة والأربعين عاماً، ونسبة 16.6% كانت ما بين الخامسة والأربعين والرابعة والستين، ونسبة 9.9% كانت ضمن فئة الخامسة والستين عاماً فما فوق. وتوزع التركيب الجنسي للسكان بنسبة 50.8% ذكور و49.2% إناث.

## أعلام
- جيمس وودز
- بريندا نوفاك
- دوغلاس كنت هال
- أ. جاي موراي
- إي. غوردون جي